# Хорхе Агілар
Хорхе Агілар (ісп. Jorge Aguilar; нар. 8 січня 1985) — колишній чилійський тенісист.
Найвищу одиночну позицію світового рейтингу — 167 місце досяг 11 жовтня 2010, парну — 170 місце — 26 вересня 2011 року.
Завершив кар'єру 2015 року.

## Фінали ATP Челленджер і ITF Ф'ючерс

### Одиночний розряд: 41 (22-19)
| Легенда (одиночний розряд) |
| -------------------------- |
| Тур ATP Челленджер (0–1)   |
| Тур ITF Ф'ючерс (22–18)    |

| Результат | В-П   | Дата     | Турнір        | Покриття | Суперник                     | Рахунок                     |
| --------- | ----- | -------- | ------------- | -------- | ---------------------------- | --------------------------- |
| Поразка   | 0–1   | Січ 2003 | Сальвадор F2  | Ґрунт    | Алехандро Фалья              | 4–6, 4–6                    |
| Поразка   | 0–2   | Чер 2004 | США F17       | Ґрунт    | Майкл Расселл                | 3–6, 0–6                    |
| Поразка   | 0–3   | Кві 2005 | Чилі F1       | Ґрунт    | Хуан Мартін дель Потро       | 4–6, 6–7(6)                 |
| Поразка   | 0–4   | Чер 2005 | Румунія F8    | Ґрунт    | Віктор Крівой                | 1–6, 2–6                    |
| Поразка   | 0–5   | Лип 2005 | Румунія F13   | Ґрунт    | Сесар Феррер-Вікторія        | 4–6, 6–3, 3–6               |
| Поразка   | 0–6   | Тра 2006 | Колумбія F4   | Ґрунт    | Пабло Гонсалес               | 4–6, 6–3, 5–7               |
| Перемога  | 1–6   | Сер 2006 | Мексика F13   | Ґрунт    | Даніель Гарса                | 7–6(4), 6–1                 |
| Перемога  | 2–6   | Лис 2006 | Чилі F3       | Ґрунт    | Іван Міранда                 | 6–1, 6–4                    |
| Перемога  | 3–6   | Жов 2007 | Чилі F1       | Ґрунт    | Дам'ян Патріарка             | 6–3, 3–6, 7–6(8)            |
| Перемога  | 4–6   | Лис 2007 | Чилі F6       | Ґрунт    | Леандро Мігані               | 6–1, 3–6, 7–5               |
| Перемога  | 5–6   | Жов 2008 | Чилі F1       | Ґрунт    | Федеріко Сансонетті          | 6–2, 6–1                    |
| Перемога  | 6–6   | Жов 2008 | Чилі F2       | Ґрунт    | Федеріко Сансонетті          | 6–2, 6–2                    |
| Поразка   | 6–7   | Жов 2008 | Чилі F4       | Ґрунт    | Хуліо Перальта               | 4–6, 2–6                    |
| Перемога  | 7–7   | Лис 2008 | Перу F4       | Ґрунт    | Габр'єл Морару               | 4–6, 7–5, 7–6(4)            |
| Перемога  | 8–7   | Тра 2009 | Аргентина F7  | Ґрунт    | Федеріко Дельбоніс           | 6–3, 6–4                    |
| Перемога  | 9–7   | Сер 2009 | Бразилія F16  | Ґрунт    | Андре Мієле                  | 3–6, 6–3, 7–6(2)            |
| Перемога  | 10–7  | Сер 2009 | Бразилія F17  | Ґрунт    | Тіагу Лопес                  | 6–1, 6–2                    |
| Перемога  | 11–7  | Жов 2009 | Чилі F1       | Ґрунт    | Гільєрмо Рівера Арангіс      | 7–6(9), 6–2                 |
| Перемога  | 12–7  | Жов 2009 | Чилі F4       | Ґрунт    | Крістобаль Сааведра Корвалан | 6–7(10), 6–3, 6–3           |
| Перемога  | 13–7  | Лис 2009 | Чилі F5       | Ґрунт    | Іван Міранда                 | 6–4, 7–5                    |
| Поразка   | 13–8  | Лис 2009 | Ліма, Перу    | Ґрунт    | Едуардо Шванк                | 5–7, 4–6                    |
| Поразка   | 13–9  | Чер 2011 | Нідерланди F3 | Ґрунт    | Пабло Гальдон                | 3–6, 3–6                    |
| Перемога  | 14–9  | Лип 2011 | Франція F10   | Ґрунт    | Кенні де Схеппер             | 7–6(4), 6–4                 |
| Поразка   | 14–10 | Лют 2012 | Чилі F1       | Ґрунт    | Гільєрмо Ормасабаль          | 3–6, 6–3, 3–6               |
| Перемога  | 15–10 | Чер 2012 | Чилі F7       | Ґрунт    | Гільєрмо Рівера Арангіс      | 7–6(4), 6–4                 |
| Перемога  | 16–10 | Чер 2012 | Перу F5       | Ґрунт    | Хуліо Сесар Кампосано        | 6–3, 5–7, 6–4               |
| Поразка   | 16–11 | Чер 2012 | Перу F6       | Ґрунт    | Дуїліо Беретта               | 7–5, 3–6, 5–7               |
| Поразка   | 16–12 | Сер 2012 | Італія F22    | Ґрунт    | Сімоне Ваньйоцці             | 4–6, 6–7(5)                 |
| Перемога  | 17–12 | Вер 2012 | Італія F24    | Тверде   | Клаудіо Грассі               | 3–6, 7–6(4), 6–3            |
| Поразка   | 17–13 | Гру 2012 | Чилі F14      | Ґрунт    | Ганс Подліпнік               | 3–6, 5–7                    |
| Перемога  | 18–13 | Гру 2012 | Чилі F15      | Ґрунт    | Гільєрмо Рівера Арангіс      | 5–7, 6–3, 6–3               |
| Перемога  | 19–13 | Гру 2012 | Чилі F16      | Ґрунт    | Ганс Подліпнік               | 6–4, 3–6, 6–3               |
| Поразка   | 19–14 | Жов 2013 | Перу F2       | Ґрунт    | Хосе Ернандес                | 6–2, 3–6, 3–6               |
| Поразка   | 19–15 | Гру 2013 | Чилі F12      | Ґрунт    | Йосіхіто Нісіока             | 4–6, 2–6                    |
| Поразка   | 19–16 | Чер 2014 | Нідерланди F2 | Ґрунт    | Еліяс Імер                   | 1–6, 7–5, 2–6               |
| Перемога  | 20–16 | Сер 2014 | Бразилія F7   | Ґрунт    | Енріке Кунья                 | 3–6, 6–3, 7–5               |
| Перемога  | 21–16 | Жов 2014 | Чилі F4       | Ґрунт    | Жозе Перейра                 | 7–6(7–4), 6–4               |
| Поразка   | 21–17 | Лис 2014 | Чилі F8       | Ґрунт    | Гільєрмо Рівера Арангіс      | 7–6(7–5), 6–7(4–7), 1–4 ret |
| Поразка   | 21–18 | Лют 2015 | Чилі F1       | Ґрунт    | Хуан Карлос Саес             | 6–4, 6–7(4–7), 2–6          |
| Перемога  | 22–18 | Кві 2015 | Чилі F5       | Ґрунт    | Дуїліо Беретта               | 6–4, 4–6, 6–3               |
| Поразка   | 22–19 | Жов 2015 | Чилі F6       | Ґрунт    | Гільєрмо Рівера Арангіс      | 3–6, 6–4, 5–7               |

### Парний розряд: 58 (36-22)
| Легенда (парний розряд)  |
| ------------------------ |
| Тур ATP Челленджер (2–6) |
| Тур ITF Ф'ючерс (34–16)  |

| Результат | В-П   | Дата     | Турнір                          | Покриття | Партнер                      | Суперники                                            | Рахунок                      |
| --------- | ----- | -------- | ------------------------------- | -------- | ---------------------------- | ---------------------------------------------------- | ---------------------------- |
| Перемога  | 1–0   | Вер 2004 | Аргентина F5                    | Ґрунт    | Гільєрмо Ормасабаль          | Патрісіо Аркес Еміліано Редонді                      | 3–6, 6–2, 6–3                |
| Поразка   | 1–1   | Жов 2004 | Колумбія F3                     | Ґрунт    | Гільєрмо Ормасабаль          | Лукас Енжіл Андре Гем                                | 6–7(2–7), 3–6                |
| Перемога  | 2–1   | Лис 2004 | Уругвай F1                      | Ґрунт    | Феліпе Парада                | Франсіско Кабельйо Дієго Хункейра                    | 6–1, 4–6, 7–6(7–4)           |
| Перемога  | 3–1   | Кві 2005 | Чилі F3                         | Ґрунт    | Феліпе Парада                | Пабло Куевас Орасіо Себальйос                        | 6–3, 6–4                     |
| Поразка   | 3–2   | Чер 2005 | Румунія F8                      | Ґрунт    | Жульєн Мес                   | Адр'ян Барбу Йонуц Молдован                          | 6–3, 5–7, 2–6                |
| Перемога  | 4–2   | Лип 2005 | Румунія F10                     | Ґрунт    | Кайо Замп'єрі                | Микола Дячок Олександр Недовєсов                     | 6–4, 6–0                     |
| Перемога  | 5–2   | Лип 2005 | Румунія F12                     | Ґрунт    | Феліпе Парада                | Адр'ян Барбу Йонуц Молдован                          | 7–6(7–1), 6–7(5–7), 7-6(8–6) |
| Перемога  | 6–2   | Лип 2005 | Румунія F13                     | Ґрунт    | Феліпе Парада                | Микола Дячок Олександр Недовєсов                     | 6–1, 6–2                     |
| Поразка   | 6–3   | Січ 2006 | Сантьяго, Чилі                  | Ґрунт    | Феліпе Парада                | Максімо Гонсалес Серхіо Ройтман                      | 4–6, 3–6                     |
| Поразка   | 6–4   | Бер 2006 | Австралія F3                    | Ґрунт    | Феліпе Парада                | Даміан Патріарка Джозеф Сіріанні                     | 2–6, 3–6                     |
| Перемога  | 7–4   | Тра 2006 | Колумбія F3                     | Ґрунт    | Даніель Гарса                | Лукас Енжіл Мікаель Кінтеро                          | 6–3, 6–2                     |
| Перемога  | 8–4   | Тра 2006 | Колумбія F4                     | Ґрунт    | Даніель Гарса                | Карлос Авельян Мікаель Кінтеро                       | 4–6, 6–3, 6–2                |
| Перемога  | 9–4   | Тра 2006 | Аргентина F8                    | Ґрунт    | Даніель Гарса                | Бріан Дабуль Марсель Фельдер                         | 5–7, 6–4, 6–3                |
| Поразка   | 9–5   | Чер 2006 | США F12                         | Тверде   | Даніель Гарса                | Кевін Андерсон Скотт Удсема                          | 3–6, 5–6                     |
| Поразка   | 9–6   | Чер 2006 | США F13                         | Тверде   | Даніель Гарса                | Кевін Андерсон Девід Мартін                          | 6–7(5–7), 2–6                |
| Поразка   | 9–7   | Вер 2006 | Мексика F14                     | Тверде   | Даніель Гарса                | Лестер Кук Шейн Ла Порт                              | 3–6, 4–6                     |
| Перемога  | 10–7  | Лис 2006 | Чилі F2                         | Ґрунт    | Мартін Алунд                 | Габр'єл Морару Предраг Русевський                    | 6–3, 6–3                     |
| Перемога  | 11–7  | Лис 2006 | Чилі F5                         | Ґрунт    | Мартін Алунд                 | Деміан Гшвенд Серхіо Рамірес                         | 7–6(7–5), 3–6, 6–3           |
| Поразка   | 11–8  | Кві 2007 | Сан-Луїс-Потосі (штат), Мексика | Ґрунт    | Пабло Гонсалес               | Жеремі Шарді Марсело Мело                            | 0–6, 3–6                     |
| Поразка   | 11–9  | Жов 2007 | Чилі F1                         | Ґрунт    | Крістобаль Сааведра Корвалан | Андрес Дельяторре Даміан Патріарка                   | 2–6, 2–6                     |
| Перемога  | 12–9  | Лис 2007 | Чилі F4                         | Ґрунт    | Феліпе Парада                | Хуан-Пабло Амадо Ґоран Тошич                         | 5–7, 6–3, [10–8]             |
| Перемога  | 13–9  | Тра 2008 | Італія F12                      | Ґрунт    | Карлос Авельян               | Джанкарло Петраццуоло Вальтер Трузенді               | 7–6(7–2), 6-4                |
| Поразка   | 13–10 | Жов 2008 | Чилі F3                         | Ґрунт    | Майт Кюннап                  | Кетелін-Йонуц Гирд Денісс Павловс                    | 4–6, 5–7                     |
| Перемога  | 14–10 | Тра 2009 | Аргентина F7                    | Ґрунт    | Родріго Перес                | Федеріко Дельбоніс Хуан Васкес-Валенсуела            | 0–0 ret.                     |
| Перемога  | 15–10 | Лис 2009 | Чилі F4                         | Ґрунт    | Дієґо Крістін                | Іван Ендара Даніель-Алехандро Лопес Кассаччія        | 6–4, 6–1                     |
| Поразка   | 15–11 | Жов 2010 | Буенос-Айрес, Аргентина         | Ґрунт    | Федеріко Дельбоніс           | Карлос Берлок Бріан Дабуль                           | 3–6, 2–6                     |
| Поразка   | 15–12 | Тра 2011 | Фюрт, Німеччина                 | Ґрунт    | Хуліо Сесар Кампосано        | Раміз Джунейд Франк Мозер                            | 2–6, 7–6(2), 7–10            |
| Перемога  | 16–12 | Сер 2011 | Трані, Італія                   | Ґрунт    | Андрес Мольтені              | Джуліо Ді Мео Стефано Янні                           | 6–4, 6–4                     |
| Поразка   | 16–13 | Гру 2011 | Чилі F15                        | Ґрунт    | Гільєрмо Рівера Арангіс      | Мартін Алунд Андрес Мольтені                         | 4–6, 3–6                     |
| Перемога  | 17–13 | Лют 2012 | Чилі F1                         | Ґрунт    | Родріго Перес                | Гільєрмо Рівера Арангіс Крістобаль Сааведра Корвалан | 5–7, 7–6(7–5), [10–8]        |
| Перемога  | 18–13 | Лют 2012 | Чилі F3                         | Ґрунт    | Родріго Перес                | Геральд Мельцер Міхаель Лінцер                       | 7–6(7–4), 2–6, [10–6]        |
| Перемога  | 19–13 | Бер 2012 | Чилі F4                         | Ґрунт    | Родріго Перес                | Гонсало Лама Феліпе Мантілья                         | 6–3, 6–2                     |
| Поразка   | 19–14 | Бер 2012 | Сантьяго, Чилі                  | Ґрунт    | Даніель Гарса                | Пауль Капдевіль Марсель Фельдер                      | 7–6(7–2), 4–6, [7–10]        |
| Перемога  | 20–14 | Чер 2012 | Чилі F6                         | Ґрунт    | Хуан Карлос Саес             | Гільєрмо Рівера Арангіс Крістобаль Сааведра Корвалан | 4–6, 6–1, [10–5]             |
| Перемога  | 21–14 | Чер 2012 | Чилі F7                         | Ґрунт    | Хуан Карлос Саес             | Федеріко Корія Себастьян Декуд                       | 6–1, 6–2                     |
| Перемога  | 22–14 | Чер 2012 | Перу F5                         | Ґрунт    | Хуліо Сесар Кампосано        | Марсело Аревало Марсело Демолінер                    | 6–4, 3–6, [10–6]             |
| Поразка   | 22–15 | Сер 2012 | Італія F23                      | Ґрунт    | Хуан Карлос Саес             | Александер Сачко Ян-Леннард Штруфф                   | 6–4, 4–6, [7–10]             |
| Перемога  | 23–15 | Гру 2012 | Чилі F13                        | Ґрунт    | Хуан Карлос Саес             | Гільєрмо Рівера Арангіс Крістобаль Сааведра Корвалан | 6–2, 6–2                     |
| Поразка   | 23–16 | Гру 2012 | Чилі F16                        | Ґрунт    | Хуан Карлос Саес             | Хорхе Монтеро Феліпе Ріос                            | 6–3, 5–7, [7–10]             |
| Перемога  | 24–16 | Кві 2013 | Панама (місто), Панама          | Ґрунт    | Серхіо Гальдос               | Алехандро Гонсалес Хуліо Сесар Кампосано             | 6–4, 6–4                     |
| Перемога  | 25–16 | Сер 2013 | Італія F21                      | Ґрунт    | Хуан Лісарітуррі             | Даніеле Джорджині Маттео Воланте                     | 4–6, 6–3, [10–7]             |
| Поразка   | 25–17 | Сер 2013 | Італія F22                      | Ґрунт    | Гільєрмо Ормасабаль          | Мате Делич Стефано Травалья                          | 0–6, 1–6                     |
| Перемога  | 26–17 | Жов 2013 | Чилі F5                         | Ґрунт    | Віктор Нуньєс                | Франсіско Багамонде Факундо Мена                     | 6–2, 6–7(2–7), [10–4]        |
| Перемога  | 27–17 | Жов 2013 | Перу F3                         | Ґрунт    | Рікардо Урсуа-Рівера         | Маурісіо Ечасу Крістобаль Сааведра Корвалан          | 7–5, 4–6, [10–2]             |
| Перемога  | 28–17 | Гру 2013 | Чилі F12                        | Ґрунт    | Віктор Нуньєс                | Давід Флемінг Хуан Матіас Гонсалес Карраско          | 6–7(5–7), 6–3, [10–5]        |
| Перемога  | 29–17 | Бер 2014 | Чилі F1                         | Ґрунт    | Гільєрмо Нуньєс              | Віктор Нуньєс Рікардо Урсуа-Рівера                   | 6–7(1–7), 6–3, [10–4]        |
| Перемога  | 30–17 | Бер 2014 | Чилі F2                         | Ґрунт    | Ганс Подліпнік Кастільйо     | Бруно Сант'Анна Кайо Замп'єрі                        | 6–4, 6–7(5–7), [12–10]       |
| Поразка   | 30–18 | Кві 2014 | Сантьяго, Чилі                  | Ґрунт    | Ганс Подліпнік Кастільйо     | Крістіан Гарін Ніколас Джаррі                        | без гри                      |
| Перемога  | 31–18 | Тра 2014 | США F12                         | Ґрунт    | Даніель Гарса                | Девін Мак-Карті Коннор Сміт                          | 6–4, 6–7(3–7), [10–7]        |
| Поразка   | 31–19 | Чер 2014 | Нідерланди F3                   | Ґрунт    | Тьяго Монтейро               | Вілсон Лейте Крістіан Лінделл                        | 3–6, 5–7                     |
| Поразка   | 31–20 | Сер 2014 | Бразилія F7                     | Ґрунт    | Ніколас Джаррі               | Рафаель Матос Фабрісіо Нейс                          | 7–5, 1–6, [6–10]             |
| Поразка   | 31–21 | Гру 2014 | Аргентина F20                   | Ґрунт    | Крістіан Гарін               | Матео Ніколас Мартінес Факундо Мена                  | 6–7(4–7), 4-6                |
| Перемога  | 32–21 | Бер 2015 | Чилі F2                         | Ґрунт    | Ганс Подліпнік Кастільйо     | Мартін Куевас Ніколас Кікер                          | 6–4, 7–6(7–5)                |
| Перемога  | 33–21 | Кві 2015 | Чилі F3                         | Ґрунт    | Ганс Подліпнік Кастільйо     | Фабрісіо Нейс Ніколас Кікер                          | 7–6(7–4), 5–7, [10–4]        |
| Перемога  | 34–21 | Кві 2015 | Чилі F4                         | Ґрунт    | Дуїліо Беретта               | Андре Мієле Алешандрі Цушія                          | 6–1, 6–4                     |
| Перемога  | 35–21 | Кві 2015 | Чилі F5                         | Ґрунт    | Дуїліо Беретта               | Хуан Пабло Фіковіч Маріано Кестельбойм               | 6–2, 6–2                     |
| Перемога  | 36–21 | Жов 2015 | Чилі F6                         | Ґрунт    | Віктор Нуньєс                | Марсело Томас Барріос Вера Хорхе Монтеро             | без гри                      |
| Поразка   | 36–22 | Гру 2016 | Чилі F6                         | Ґрунт    | Віктор Нуньєс                | Алехандро Табіло Хорхе Монтеро                       | 3–6, 4–6                     |